# Manuel Fuentes Wendling
Manuel Fuentes Wendling (Constitución, 20 de noviembre de 1944 - Santiago, 16 de abril de 2020) fue un periodista, escritor en el género ensayo y político chileno, investigador de temas sociales e históricos. Fue uno de los principales dirigentes del grupo paramilitar Patria y Libertad.

## Primeros años
Se inició en la actividad política en 1957, siendo alumno del Liceo Luis Cruz Martínez de Curicó. Juró como militante de la Juventud del Partido Radical de Chile en la Asamblea de esa ciudad, presidida por el entonces diputado Raúl Juliet Gómez, más tarde elegido senador de la República. En la misma fecha y ciudad se le auspició y aceptó como miembro de la Federación Laica Estudiantil Chilena (Flech), entidad nacional juvenil librepensadora. 
Fue dirigente nacional de la Federación de Estudiantes Secundarios de Chile (Fesech) (enseñanza media) y responsable, por orden de la Directiva de esa organización, de paralizar en 1962 los liceos fiscales entre las ciudades de Rancagua y Osorno, en lo que constituyó una de las más importantes huelgas de estudiantes de los años 1960. Estos protestaban contra el gobierno del presidente Jorge Alessandri Rodríguez por la orden del Ministerio de Educación que impedía el ingreso de menores de 18 años a la Biblioteca Nacional de Santiago y Biblioteca Santiago Severín de Valparaíso. 
En 1969 fue cofundador y elegido vicepresidente de la Juventud del partido Democracia Radical, el ala anticomunista del Partido Radical, opuesta a la candidatura presidencial de Salvador Allende. La nueva organización política era liderada por el excandidato Presidencial y exsenador Julio Durán y surgió para apoyar, en la misma elección, al postulante derechista, el expresidente de la República Jorge Alessandri para la elección presidencial de Chile de 1970.

## Militancia en Patria y Libertad
Decepcionado por la inacción política de sus correligionarios de partido luego de la elección de Allende, aceptó la invitación del líder del Frente Nacionalista Patria y Libertad, Pablo Rodríguez Grez, y en mayo de 1972 asumió como director del semanario de dicha organización y comentarista político matinal en Radio Agricultura, para convertirse luego en uno de los cinco dirigentes de dicho movimiento político. Éste era un grupo de orientación nacionalista integrado por estudiantes de enseñanza secundaria y universitaria, de sectores del estrato socioeconómico medio alto y alto y profesionales de diversas áreas pertenecientes a las familias de mayores ingresos del país. El pensamiento nacionalista impulsado por Rodríguez era una particular versión, en otro contexto histórico, del que, en sus inicios, exhibiera la Falange Nacional liderada en los años 1930 por el joven abogado militante del Partido Conservador Eduardo Frei Montalva que, por entonces, miraba con simpatía el corporativismo del español José Antonio Primo de Rivera y la experiencia fascista del italiano Benito Mussolini.

## Censura durante la dictadura militar
Luego del Golpe de Estado en Chile de 1973 escribió la historia de "Patria y Libertad". Fue el primer libro prohibido por la censura militar. Responsable de impedir su circulación fue el entonces secretario general de gobierno, coronel del Ejército Pedro Ewing Hodar. Por intermedio de uno de sus abogados lo amenazó con enviarlo a la Isla Dawson, junto a los presos políticos marxistas, si lo editaba. Haciendo caso omiso a las intimidaciones lo publicó fotocopiando los originales censurados y vendió más de un millar de ejemplares. Ante tal hecho la Jefatura Militar de Santiago ordenó a la Policía de Investigaciones de Chile requisar todos los ejemplares en circulación y hacer una nómina de quienes habían sido los receptores.  Cuatro funcionarios cumplieron el instructivo en febrero de 1974. Se apersonaron en su hogar y ante la negativa de entregar libros y nombres, fue detenido y llevado al Cuartel General policial. Al cabo de 8 horas se le liberó sin cargos y luego de firmar una Declaración, que él mismo redactó y escribió, reiterando que no entregaría ni sus libros ni la lista de quienes los habían adquirido o recibido gratuitamente. Entre estos últimos se contaba ministros de las cortes de Apelaciones y Suprema de Justicia, embajadores de naciones americanas y europeas y organizaciones internacionales con representación en Chile.

## Cargos públicos
Luego de dar por superado el incidente del libro, se desempeñó como Oficial de Informaciones del Ministerio de Relaciones Exteriores; Director Adjunto de Comunicaciones del Ministerio de Planificación Nacional; asesor de comunicaciones del Alto Mando de la Fuerza Aérea de Chile y profesor de Análisis Documental en la Academia de Guerra de la Fuerza Aérea y del Estado Mayor de la Armada Nacional. Y, además, asesor de comunicaciones en la Universidad de Chile.
Manuel Fuentes colaboró activamente con La Segunda de 1975, dirigida por Mario Carneiro, y junto a exagentes de la DINA, escribió editoriales firmadas con abiertos discursos de odio antimarxistas que son parte de la participación activa de la prensa en la dictadura cívico militar (1973-1990). 
Entre 1978 y 1983 fungió como director adjunto de la oficina en Chile del International Executive Service Corps, organización creada por David Rockefeller para ayudar a los países subdesarrollados. Paralelamente fue subdirector de Redacción en el diario "La Nación". En 1983 se radicó en Lima como corresponsal y columnista de los diarios "New York Tribune", "Noticias del Mundo" y "Folha de Sao Paulo". Regresó a Chile en 1984 al ampliarse su radio de acción profesional a varios países. 
En el período 1996 - 2004 fue designado director en Chile del semanario latinoamericano "Tiempos del Mundo" y, simultáneamente, editor continental de economía y tecnologías. Desde 2006 hasta 2013 se desempeñó como Jefe del Sistema de Comunicaciones del Instituto Cultural de Providencia. Actualmente presta servicios editoriales a empresas y corporaciones privadas.

## Muerte
Falleció el 16 de abril de 2020 producto de un cáncer a los 75 años. Sus restos fueron donandos a la Escuela de Anatomía de la Universidad de Chile, cumpliendo su deseo de que su cuerpo fuera donado a la ciencia.